# 米德尔敦 (纽约州特拉华县)
米德尔敦（英語：Middletown）是位于美国纽约州特拉华县的一个镇，地处特拉华县东南部。2010年美国人口普查时，该镇有3759人。米德尔敦镇建于1789年。其面积为97.3平方英里。